# إرليك خان
إرليك الملك أو إرليك خان (بالإنجليزية: Erlik ،Erlig، أو Erlik Khan) شخصية خيالية أو أسطورية من مواليد مغول آسيا الوسطى. (إرليك في الأساطير المجرية يتساوى مع أوردوغ «الشيطان» باللغة الهنغارية) هو إله الموت وتاماج (الجحيم) في الأساطير التركية. والعالم السفلي هو مملكة إرليك خان، إله الموت القاسي، الذي يحكم على أرواح الموتى، وهو يعيش في أدنى مستوى من الظلمات.

## تفاصيل
في أساطير الشعوب التركية والمنغولية، ساهم إرليك في خلق الإنسانية. إنَّ الأرواح الشريرة التي خلقها إرليك تسبب الشؤم والمرض والموت للرجال. يتم تصور هذه الأرواح كمساعدين لإرليك. إلى جانب هؤلاء، يساعده أبناءه وبناته التسعة في طريق الشر. تحاول بنات إرليك على وجه الخصوص تغيير رأي الشامان أثناء محاولته الوصول إلى أولجن Ulgen (شقيق إرليك وحاكم العالم العلوي) بجمالهن. يهب إرليك -بكل سخاء- كل أنواع المرض، وفي المقابل، يريد أو ينتظر أن تقدم الناس له التضحيات. فإذا لم يضحوا له، يمسك جثث الناس الذين قتلهم ويأخذهم إلى هذا العالم السفلي ثم يجعلهم عبيدا له. لذلك، خاصة في ألطاي، عندما يظهر المرض، يخاف الناس من إرليك ويقدمون العديد من التضحيات الحيوانية له.
تم تسمية أحد الديناصورات باسمه وهو إرليكوسورس.

## أولاده
إرليك لديه تسعة أبناء، ويدعون «كارا أوغلانلار» Karaoğlanlar («الأولاد السود»). هم «كاراش خان، ماتير خان، شينجاي خان، كومور خان، باديش خان، ياباش خان، تمير خان، أوشار خان، كيري خان». لديه أيضا تسع بنات، يُدعنَّ «كاراكيزلار» Karakızlar («الفتيات السود»)، وأسماءهن غير معلومة.

## في الأديان
تم تعبد إرليك في بعض الأديان التقليدية في سيبيريا وآسيا الوسطى، مثل بورياتسكي. كما يُنظر إلى إرليك كحاكم للشياطين والعالم السفلي، يتم تقديم تضحيات له من أجل التخلص من الأمراض أو من أجل الناس الذين سيدخلون العالم السفلي بعد الموت.